# 青葉出版
青葉出版株式会社（あおばしゅっぱん）は、広島県福山市に本社を置き、主に小学校用の学習図書・教材・教具を企画開発・刊行している出版社である。また、デジタル教材「スマナビ」、校務支援サービス「AI所見文例／AI学校文書」などのICTサービス開発も行っている。主な事業部は営業部、編集部、ICT事業部、教材部、総務部、発送部など。創業者は村上秀男であり、以降もその家族が代々代表取締役社長を務める同族経営企業である。

## 沿革
- 1961年 教育図書出版を目的として、青葉出版株式会社設立
- 1964年 東京支社開設
- 1965年 社団法人日本図書教材協会に加盟
- 1966年 千年発送センター完成
- 1969年 教材・教具部門に進出
- 1972年 本社社屋完成
- 1973年 東京支社ビル完成
- 1988年 創業者の村上秀男が勲四等瑞宝章を受章
- 1991年 新本社ビル完成
- 1995年 瀬戸発送センター完成
- 2010年 新東京支社ビル完成
- 2011年 くりかえしドリルに「リラックマ」を導入
- 2023年 瀬戸発送センターを増築、教具部を移転
- 2025年 校務負担軽減サービス「AI所見文例」リリース

## 事業所
- 福山本社（広島県福山市）
- 東京支社（東京都豊島区）
- 瀬戸発送センター出版部（広島県福山市）
- 瀬戸発送センター教具部（広島県福山市）